# Аскашяза
Сала́т з тріски́ або аскашя́за чи ескаша́да (кат. esqueixada або esqueixada de bacallà, вимова [əskəˈɕaðə]) — типова страва каталонської кухні. 
Аскашяза — один з найтрадиційніших каталонських салатів. З овочів використовуються помідори, цибуля, перець та оливки, іноді зварене яйце та квасоля. Найчастіше цей салат готується влітку. У Валенсії цей салат називається есгарра́т (кат. esgarrat).